# Dioides fuscoapicatus
Dioides fuscoapicatus är en tvåvingeart som beskrevs av Malloch 1940. Dioides fuscoapicatus ingår i släktet Dioides och familjen lövflugor. Inga underarter finns listade i Catalogue of Life.